# VII: Sturm und Drang
| Совокупная оценка | Совокупная оценка |
| Источник          | Оценка            |
| ----------------- | ----------------- |
| Metacritic        | 73/100            |
| Оценки критиков   |                   |
| Источник          | Оценка            |
| AllMusic          | [ 2 ]             |
| The A.V. Club     | (C−)              |
| Blabbermouth      | 9/10              |
| Boston Globe      | (Благоприятный)   |
| Pitchfork Media   | (7.8/10)          |
| Slant Magazine    | [ 7 ]             |
| The Guardian      | [ 8 ]             |

VII: Sturm und Drang — восьмой студийный альбом американской грув-метал-группы Lamb of God, вышедший 24 июля 2015 года на лейблах Epic Records в США и Nuclear Blast в других странах.

## Список композиций
Слова и музыка всех песен — Lamb of God.
| №                   | Название                           | Длительность |
| ------------------- | ---------------------------------- | ------------ |
| 1.                  | «Still Echoes»                     | 4:22         |
| 2.                  | «Erase This»                       | 5:08         |
| 3.                  | «512»                              | 4:44         |
| 4.                  | «Embers» (featuring Chino Moreno)  | 4:56         |
| 5.                  | «Footprints»                       | 4:24         |
| 6.                  | «Overlord»                         | 6:28         |
| 7.                  | «Anthropoid»                       | 3:38         |
| 8.                  | «Engage the Fear Machine»          | 4:48         |
| 9.                  | «Delusion Pandemic»                | 4:22         |
| 10.                 | «Torches» (featuring Greg Puciato) | 5:17         |
| Общая длительность: | Общая длительность:                | 48:07        |

| №                   | Название                                  | Длительность |
| ------------------- | ----------------------------------------- | ------------ |
| 11.                 | «Wine & Piss»                             | 3:33         |
| 12.                 | «Nightmare Seeker (The Little Red House)» | 4:56         |
| Общая длительность: | Общая длительность:                       | 56:36        |

| №   | Название                                   | Длительность |
| --- | ------------------------------------------ | ------------ |
| 13. | «Ruin» (Live at Rock am Ring 2015)         | 4.16         |
| 14. | «Still Echoes» (Live at Rock am Ring 2015) | 4.34         |

## Участники записи
Lamb of God
- Рэнди Блай — вокал
- Марк Мортон — гитара
- Вилли Адлер — гитара
- Джон Кэмпбелл — бас-гитара
- Крис Адлер — ударные

Приглашённые музыканты
- Chino Moreno — вокал на «Embers»
- Greg Puciato — вокал на «Torches»

Запись
- Джош Вилбур — продюсирование, микширование
- Nick Rowe — аудио-инженер
- Kyle McAulay — аудио-инженер
- Brad Blackwood — мастеринг

Студии
- NRG Recording Studios, Северный Голливуд, Калифорния
- Suburban Soul Studios, Торранс, Калифорния
- Euphonic Masters, Мемфис, Теннесси